# Wrightoporia trametoides
Wrightoporia trametoides är en svampart som först beskrevs av Corner, och fick sitt nu gällande namn av Stalpers 1996. Wrightoporia trametoides ingår i släktet Wrightoporia och familjen Bondarzewiaceae.   Inga underarter finns listade i Catalogue of Life.